# Bosintang
Bosintang (boshintang) (보신탕; 補身湯; bổ thân thang) hay gaejangguk (개장국), còn gọi là dangogiguk (단고기국) ở Bắc Triều Tiên, là một loại canh của bán đảo Triều Tiên, có thành phần chính là thịt chó. Món này được cho là giúp tráng dương. Thịt chó được luộc cùng các loại rau như hành lá, tía tô xanh, và địa đinh, cùng các loại gia vị như Doenjang (된장), Gochujang (고추장) và hạt tía tô xanh xay bột. Món này còn được nêm nếm với hoắc hương núi trước khi ăn. Đây là một trong những món ăn từ thịt chó được ưa thích nhất ở bán đảo Triều Tiên và có lịch sử lâu đời trong ẩm thực Triều Tiên.